# Frederik August af Anhalt-Dessau
Frederik August af Anhalt-Dessau (23. september 1799–4. december 1864) var en tysk prins af Anhalt-Dessau. Han tilhørte Huset Askanien og var en yngre søn af arveprins Frederik af Anhalt-Dessau.

## Biografi
Prins Frederik August blev født den 23. september 1799 i Dessau i Anhalt som det sjette barn og fjerde søn af arveprins Frederik af Anhalt-Dessau i hans ægteskab med landgrevinde Amalie af Hessen-Homburg. Hans far var det eneste overlevende barn af fyrst Leopold 3. af Anhalt-Dessau og var arving til det lille fyrstendømme (og fra 1807 hertugdømme) Anhalt-Dessau i det centrale Tyskland.
Prins Frederik August giftede sig den 11. september 1832 på Rumpenheimer Schloss i Offenbach nær Frankfurt am Main med prinsesse Marie af Hessen-Kassel, datter af landgreve Vilhelm af Hessen-Kassel og prinsesse Charlotte af Danmark. I ægteskabet blev der født tre døtre.
Prins Frederik August døde som 65-årig den 4. december 1864 i Dessau. Han blev begravet i Dessau Schloßkirche i Dessau.

## Børn
- Adelheid (1833–1916)

∞ 1851 Hertug Adolf af Nassau (1817–1905), fra 1890 Storhertug af Luxembourg.
- Bathildis (1837–1902)

∞ 1862 Prins Wilhelm af Schaumburg-Lippe (1834–1906)
- Hilda (1839–1926)

## Eksterne links
- Wikimedia Commons har flere filer relateret til Frederik August af Anhalt-Dessau